# لکسوس ال‌اس (ایکس‌اف۴۰)

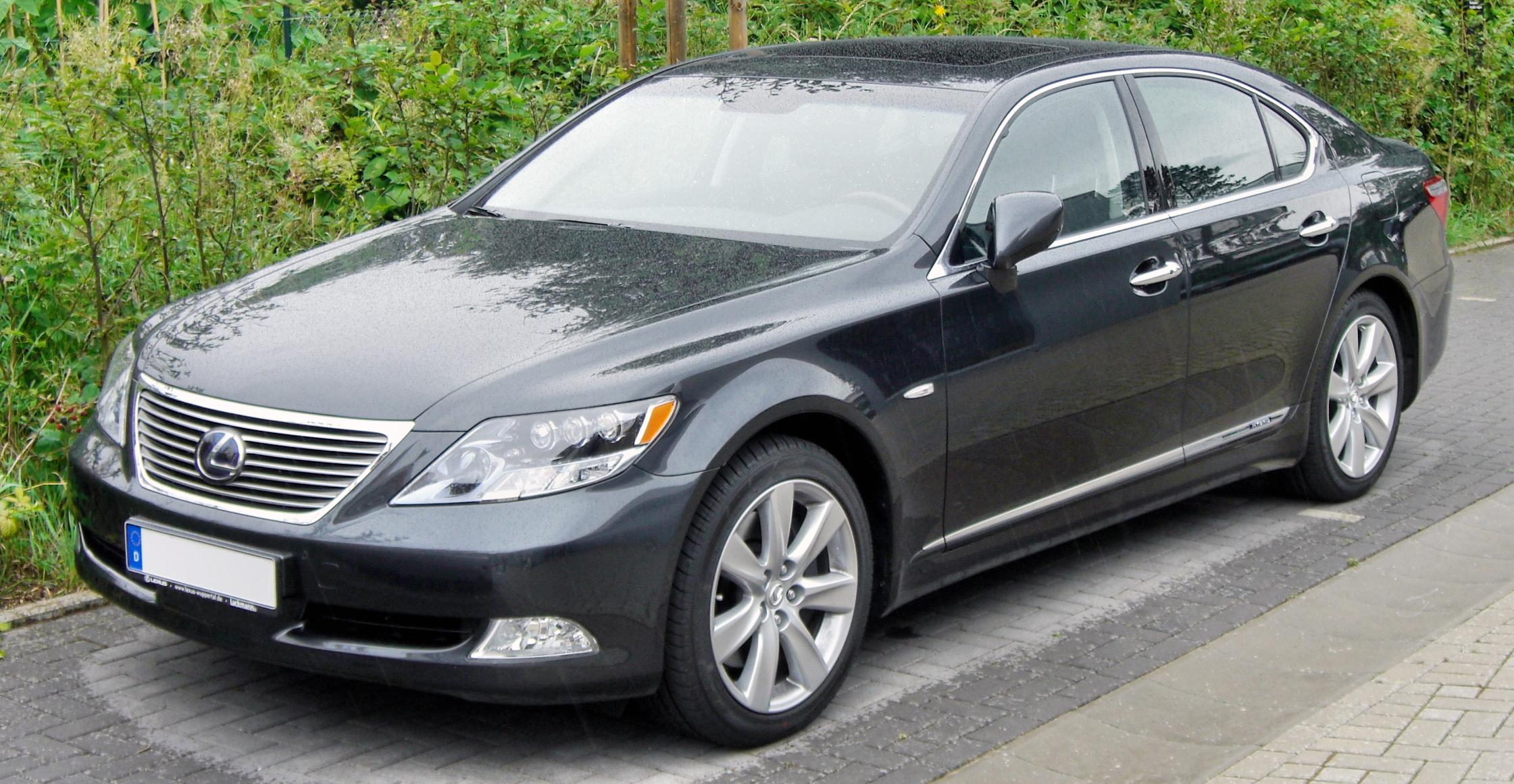

لکسوس ال‌اس (ایکس‌اف۴۰) (Lexus LS (XF۴۰)) خودرویی است که از سال ۲۰۰۶ تا کنون در تاهارا، آیچی و ژاپن تولید شده‌است. طراحی آن خودروهای موتور جلو-محور عقب، خودرو چهار چرخ محرک بوده طول آن در حالت طبیعی ۵٬۰۲۹ میلیمتر (۱۹۸٫۰ اینچ) و عرض آن در حالت طبیعی ۱٬۸۷۵ میلیمتر (۷۳٫۸ اینچ) و ارتفاع آن در حالت طبیعی ۱٬۴۷۶ میلیمتر (۵۸٫۱ اینچ) است. سیستم جعبه‌دندهٔ آن ۸ دنده به صورت خودکار است.